# Abramo Colorni
Abramo Colorni (Mantova, 1544 circa – Mantova, 1599) è stato un ingegnere, architetto e inventore italiano.
Trascorse nove anni come ebreo di corte di Rodolfo II d'Asburgo. È l'autore del trattato di crittografia del 1593, Scotographia. Come alchimista di corte, fu un attore importante nel trasferimento culturale dall'Italia al Baden-Württemberg e a Praga. A volte considerato un ciarlatano, un genio " Leonardo ebreo " o " Barone ebreo von Münchhausen ", o un "professore di segreti", era anche conosciuto come orologiaio, per i suoi trucchi di magia e l'escapologia, e inventò un nuovo tipo di rivoltella.

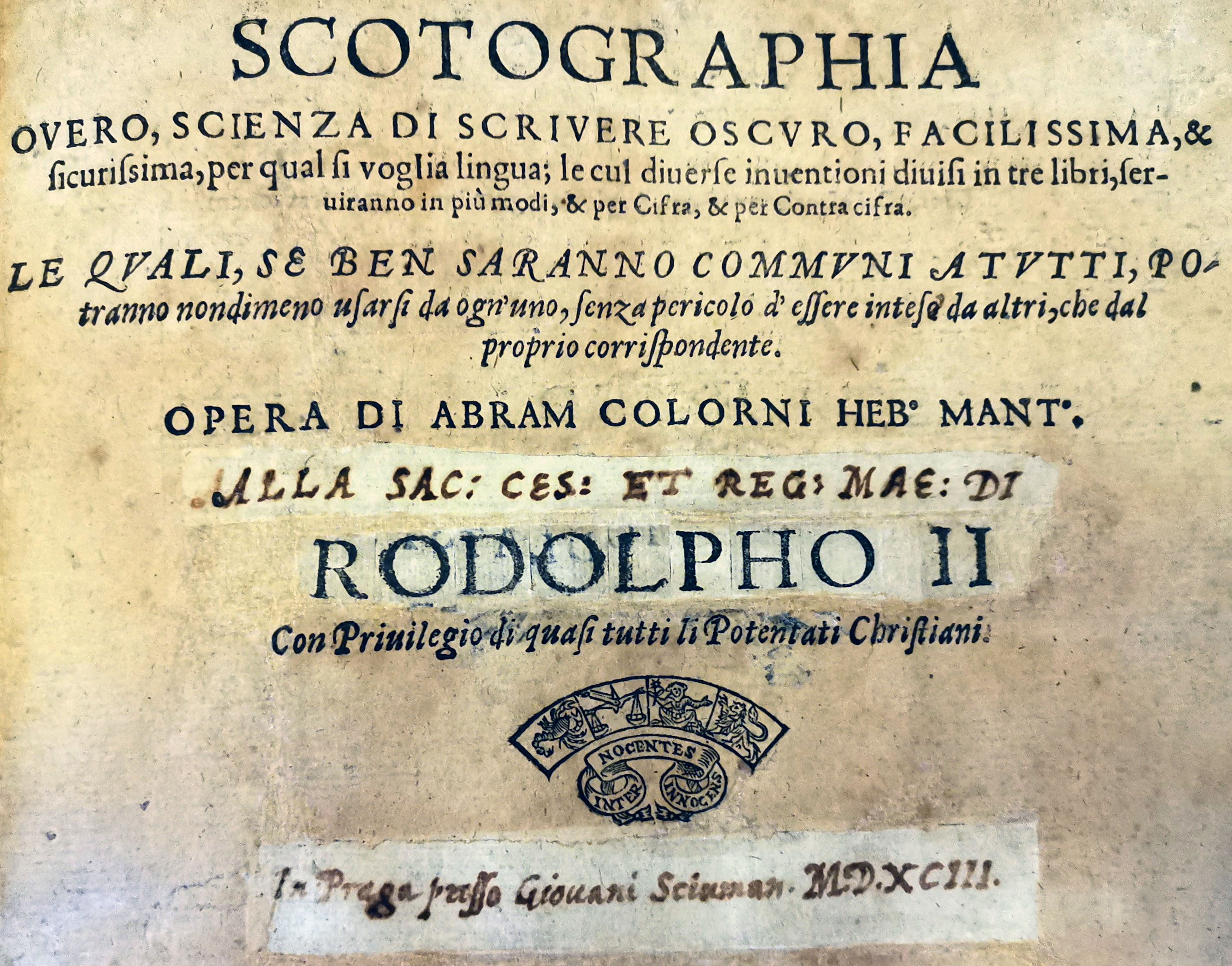
Scotographia, pubblicata a Praga, collezione Biblioteca Teresiana

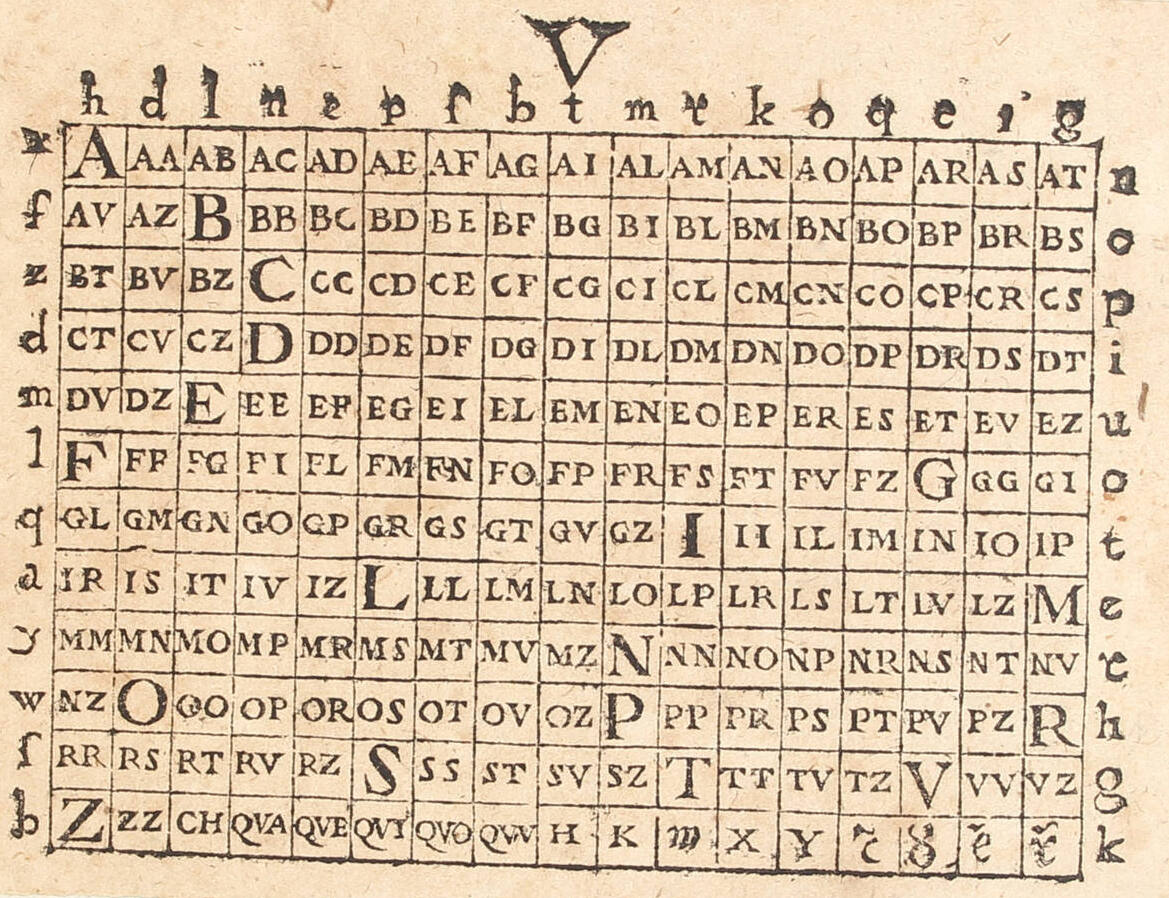
Tavola da Scotographia, 1593

## Biografia
Colorni frequentò l'Università di Ferrara, dove studiò con Antonio Maria Parolini, e padroneggiava bene il latino. Noto come un notevole schermidore, era affascinato dalle armi e nel 1572 fu assunto per progettare armi per la nobile famiglia dei Gonzaga, sovrani della sua città natale, Mantova, e nel 1579 dalla corte estense di Ferrara, dove accettò un impiego come capo ingegnere. I cristiani contemporanei consideravano l'educazione di Colorni "completa" e probabilmente ebbe insegnanti cristiani oltre che ebrei.
Colorni si dilettava anche nell'escapologia e, su richiesta del suo mecenate Vincenzo I Gonzaga, nella cosiddetta magia nera.  Svolse anche l'incarico di consigliere tecnico del teatro presso la corte mantovana.
Risiedette a Mantova fino al 1588, quando si trasferì a Praga, il centro del potere del Sacro Romano Impero, invitato dall'imperatore Rodolfo, un noto mecenate di ingegneri, scienziati e artisti.  Il suo aiuto fu richiesto per liberare l'arciduca Massimiliano, fratello di Rodolfo, che fu arrestato da Sigismondo III di Polonia in una disputa del 1588 sulla corona polacca.  Dopo essere andato a Praga, si dedicò all'"alchimia pratica" e alla produzione di salnitro. Si procurò anche gioielli per Rodolfo e costruì una meridiana e una scatola di "specchi magici". Il suo lavoro sullo sviluppo di cifrari crittografici mostra la sua familiarità con la letteratura crittografica contemporanea come la Steganographia, nonché con i metodi antichi. La sua Scotographia è anche chiamata il "trattato oscuro". In seguito tornò alla corte di Alfonso II d'Este, che lo inviò nel ducato del Württemberg nel 1597.
Colorni collaborò con Maggino Gabrielli, un imprenditore ebreo veneziano che aveva lavorato a Firenze e Roma, per fondare una "Compagnia del Commercio Orientale" nel Württemberg. Gabrielli aveva esperienza nel commercio tessile e delle spezie, nel prestito di denaro e nell'industria del vetro, così come nell'alchimia, e progettò di creare una rete commerciale con il Levante, cercando un deposito nel Sacro Romano Impero. Iniziò a collaborare con Colorni negli anni '80 del Cinquecento, che lo invitò a corte, ma i loro piani fallirono, in gran parte a causa delle polemiche antiebraiche.
Colorni morì di febbre a Mantova nel 1599, anche se Jütte considera la possibilità che possa essere stato avvelenato. Suo figlio Simone riprese diversi aspetti dell'opera del padre.

## Discendenza
Colorni sposò la sua prima moglie Violante, figlia di Yehiel Nissim da Pisa, un prestatore e studioso molto rispettato, nel 1577, ed ebbe due figli: un figlio Simone, che continuò l'opera del padre, e una figlia Colomba, che sposò un prestatore di nome Gabriele Fattorino, che morì giovane, ed ebbe quattro figli.

## Pubblicazioni
Colorni, Abramo (1593), Scotografia, Praga, Johannes Schuman. Pubblicati separatamente in italiano e latino, e separatamente in edizioni di grande e piccolo formato. Solo le edizioni italiane sono datate. Le edizioni grandi (22x17 cm) erano pensate per i principi europei, e quelle piccole (12x7 cm) dovevano essere utilizzate dai funzionari di corte per la decifrazione vera e propria dei codici.